# Nele Ahrensmeier
Nele Ahrensmeier (* 2011) ist eine deutsche Kinderdarstellerin.

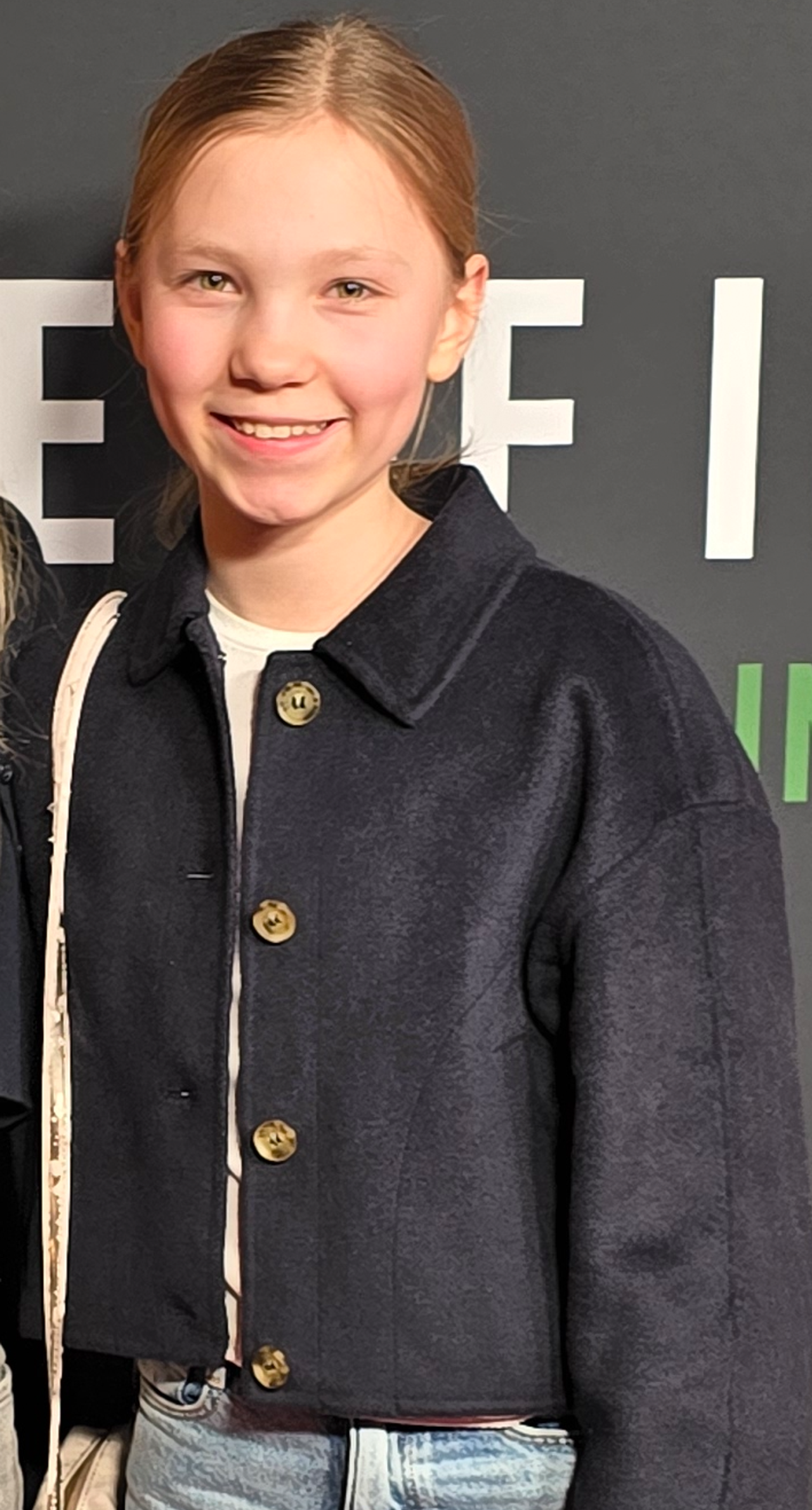
Nele Ahrensmeier beim “Special Screening” von The Zone of Interest am 7. Februar 2024 in Berlin

## Leben
Ahrensmeier wurde 2011 in Hamburg geboren. Im Sommer 2021 drehte sie unter der Regie von Jonathan Glazer den Film The Zone of Interest. Neben Christian Friedel (als Rudolf Höß) und Sandra Hüller (als Hedwig Höß) verkörpert sie die zweitjüngste Tochter der Kommandantenfamilie, Ingebrigitt Höß.
Der Film wurde 2023 bei den Internationalen Filmfestspielen in Cannes uraufgeführt und gewann im Hauptwettbewerb um die Goldene Palme den Großen Preis der Jury (Grand Prix). The Zone of Interest erhielt bei der Oscarverleihung 2024 fünf Nominierungen, unter anderem als „Bester Film“ und gewann in den Kategorien „Bester internationaler Film“ sowie „Bester Ton“.
Von Sommer 2022 bis Ende 2023 spielte sie in dem Musical Die Eiskönigin die Rolle der jungen Elsa im Theater an der Elbe in Hamburg.

## Filme
- 2023: The Zone of Interest (Kinofilm)